# Bầu cử Thống đốc tỉnh Chiba 2021
Bầu cử Thống đốc tỉnh Chiba 2021 (2021年千葉県知事選挙) diễn ra vào ngày 21 tháng 3 năm 2021. Cựu thống đốc Kensaku Morita thông báo sẽ không tranh cử sau  nhiệm kỳ 4 năm làm thống đốc tỉnh Chiba. Kumagai Toshihito đã chiến thắng với tỷ lệ 70,46% tổng số phiếu bầu và trở thành thống đốc thứ 21 tỉnh Chiba. Ngày 5 tháng 4 năm 2021, Kumagai Toshihito đã tuyên thệ nhậm chức thống đốc tỉnh Chiba.

## Kết quả
Biểu đồ kết quả bầu cử Thống đốc tỉnh Chiba 2021